# Schutlanden
Schutlanden is een woonwijk in de Nederlandse plaats Hoogeveen. In de wijk bevinden zich ongeveer 450 woningen.
De wijk vormt de recentste uitbreiding van het ten westen van de A28 gelegen stadsdeel De Weide. Schutlanden ligt dicht bij het winkelcentrum en het gezondheidscentrum De Weide.
Schutlanden heeft een gevarieerde woonbebouwing. Bestaande landschapselementen, waaronder een brink en enkele forse houtwallen, zijn behouden.